# Campeonato Mundial de IQFoil
El Campeonato Mundial de IQFoil es la máxima competición internacional de la clase de vela iQFoil. Se realiza anualmente desde 2021 bajo la organización de la Federación Internacional de Vela (ISAF). Este tipo de tabla es una clase olímpica desde los Juegos Olímpicos de París 2024.

## Palmarés

### Masculino
| Núm. | Año  | Sede                      | Oro                               | Plata                             | Bronce                            |
| ---- | ---- | ------------------------- | --------------------------------- | --------------------------------- | --------------------------------- |
| I    | 2021 | Silvaplana · ( Suiza)     | Nicolas Goyard Francia            | Matthew Barton Reino Unido        | Luuc van Opzeeland · Países Bajos |
| II   | 2022 | Brest ( Francia)          | Sebastian Kördel · Alemania       | Luuc van Opzeeland · Países Bajos | Huig-Jan Tak · Países Bajos       |
| III  | 2023 | La Haya · ( Países Bajos) | Luuc van Opzeeland · Países Bajos | Sebastian Kördel · Alemania       | Nicolò Renna · Italia             |
| IV   | 2024 | Lanzarote · ( España)     | Nicolò Renna · Italia             | Paweł Tarnowski · Polonia         | Luuc van Opzeeland · Países Bajos |
| V    | 2025 | Aarhus ( Dinamarca)       | Andy Brown Reino Unido            | Tom Arnoux Francia                | Nicolò Renna · Italia             |

1. ↑  Celebrado en el Campeonato Mundial de Vela.

### Femenino
| Núm. | Año  | Sede                      | Oro                     | Plata                    | Bronce                       |
| ---- | ---- | ------------------------- | ----------------------- | ------------------------ | ---------------------------- |
| I    | 2021 | Silvaplana · ( Suiza)     | Hélène Noesmoen Francia | Islay Watson Reino Unido | Saskia Sills Reino Unido     |
| II   | 2022 | Brest ( Francia)          | Marta Maggetti · Italia | Daniela Peleg Israel     | Maya Morris Israel           |
| III  | 2023 | La Haya · ( Países Bajos) | Shahar Tibi Israel      | Katy Spychakov Israel    | Emma Wilson Reino Unido      |
| IV   | 2024 | Lanzarote · ( España)     | Sharon Kantor Israel    | Emma Wilson Reino Unido  | Katy Spychakov Israel        |
| V    | 2025 | Aarhus ( Dinamarca)       | Emma Wilson Reino Unido | Tamar Steinberg Israel   | Theresa Steinlein · Alemania |

1. ↑  Celebrado en el Campeonato Mundial de Vela.

## Medallero histórico
- Actualizado a Aarhus 2025.

| Núm. | País         | Oro | Plata | Bronce | Total |
| ---- | ------------ | --- | ----- | ------ | ----- |
| 1    | Israel       | 2   | 3     | 2      | 7     |
| 1    | Reino Unido  | 2   | 3     | 2      | 7     |
| 3    | Francia      | 2   | 1     | 0      | 3     |
| 4    | Italia       | 2   | 0     | 2      | 4     |
| 5    | Países Bajos | 1   | 1     | 3      | 4     |
| 6    | Alemania     | 1   | 1     | 1      | 3     |
| 7    | Polonia      | 0   | 1     | 0      | 1     |
|      | TOTAL        | 10  | 10    | 10     | 30    |